# Kuhn-Klasse
Als Kuhn-Klasse (englisch Kuhn Class) wird eine kleine Gruppe attisch-schwarzfiguriger Oinochoen mit flach ausgestellter Mündung bezeichnet, die im ersten Viertel des 5. Jahrhunderts v. Chr. in Athen gefertigt wurden. Der Körper und der Hals der Gefäße entsprechen den Oinochoen der Klasse von Vatikan G 47. Der Stil der Malerei steht teilweise dem Euphiletos-Maler nahe. Benannt wurde die Gruppe von John D. Beazley nach einer Vase ehemals in der Sammlung Gotthelf Kuhn in Riehen. 